# Sujew-Arbeiterklub
Koordinaten: 55° 46′ 45″ N, 37° 35′ 24″ O

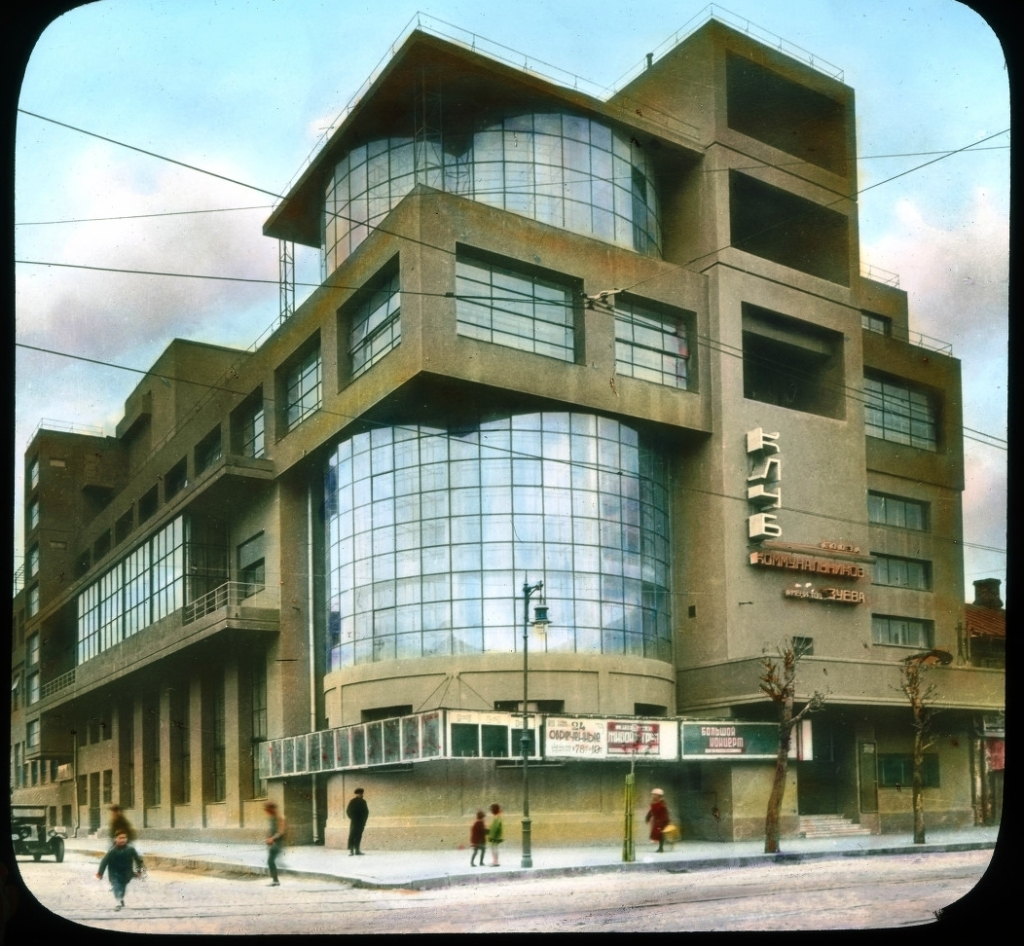
Sujew-Arbeiterklub (1931)

Der Sujew-Arbeiterklub (russisch Клуб имени Зуева Klub imeni Sujewa) ist ein ehemaliger Arbeiterklub in Moskau. Er wurde 1927 bis 1929 nach Entwürfen des Architekten Ilja Golossow errichtet. Er zählt zu den bedeutendsten Werken konstruktivistischer Architektur. Im Gebäude befindet sich ein Foyer mit 850 Sitzen. 
Das Gebäude unterscheidet sich von vielen anderen Gebäuden des Konstruktivismus, da es seine Form nicht wirklich an funktionalen und konstruktiven Bedingungen anlehnt, sondern primär an ästhetischen. Golossow war bei der Einhaltung funktionaler Formgebung deutlich weniger streng als andere Architekten in der OSA, in der er selbst allerdings auch Mitglied war. Seine Distanz zu den radikaleren Konstruktivisten kann auch in seiner frühen Mitgliedschaft in einer eigenen Arbeitsgruppe beim INChUK gesehen werden.
Das Gebäude ist heute leicht verändert. Die offenen Kuben (im Bild rechts) sind durch Fenster ersetzt, und die lange Fensterfront (im Bild links) wurde zugemauert. Dadurch hat das Gebäude an Dynamik verloren. Der markante Zylinder ist allerdings bis heute unverändert erhalten geblieben.